# Lisa Lewenz
Lisa Lewenz (* 1954) ist eine US-amerikanische Medienkünstlerin, Regisseurin und Hochschullehrerin.

## Leben und Wirken
Lewenz erwarb den Bachelorgrad am School of the Art Institute of Chicago und den Mastergrad am California Institute of the Arts im Fach Kunst mit dem Schwerpunkt Medienkunst und absolvierte zusätzliche Studien am  Kansas City Art Institute, am Philadelphia College of Art und am Maryland Institute College of Art. Sie arbeitete als Direktorin des Edgar Allan Poe House & Museum in Baltimore, Managerin für Öffentlichkeitsarbeit des Walters Art Museum, Projektleiterin bei den Verpackungskünstlern Christo und Jeanne-Claude und Assistentin der Filmemacherin Kathryn Bigelow. Als Assistent Professor unterrichtete sie an der New York University, der University of Illinois at Urbana-Champaign, am Minneapolis College of Art and Design und an der School of Social Work der University of Maryland in Baltimore.
Als Filmemacherin und Fotografin erhielt sie u. a. im Rahmen des Fulbright-Programm ein Fulbright Senior Research Scholarship und drei Stipendien des National Endowment for the Arts. Anhand von Filmmaterial, das ihre jüdische Großmutter Ella Arnhold Lewenz (1883–1954) in den 1930er Jahren gedreht hatte, dokumentierte sie in A Letter Without Words deren Leben von der Zeit des Nationalsozialismus über die Flucht bis zur neuen Existenz in den USA. Der Film erhielt 2000 den Ersten Preis beim Radio-, TV- und Neue-Medien-Preis in der Kategorie Fernsehen.